# The Platinum Collection (álbum de Gary Moore)
The Platinum Collection es un álbum recopilatorio del guitarrista norirlandés de blues rock y hard rock Gary Moore, publicado en 2006 por el sello EMI Music. Consta de tres discos divididos y denominados popularmente en disco rock, blues y en vivo, siendo uno de sus recopilatorios más completos lanzados hasta el momento.
Alcanzó el puesto 183 en la lista UK Albums Chart del Reino Unido en el mismo año.

## Lista de canciones

### Disco uno
| N.º | Título                        | Duración |  |
| 1.  | «Parisienne Walkways»         | 3:25     |  |
| 2.  | «Out in the Fields»           | 4:18     |  |
| 3.  | «Over the Hills and Far Away» | 5:22     |  |
| 4.  | «Empty Rooms»                 | 4:18     |  |
| 5.  | «Friday on My Mind»           | 4:12     |  |
| 6.  | «After War»                   | 4:21     |  |
| 7.  | «Wild Frontier»               | 4:15     |  |
| 8.  | «The Loner»                   | 5:54     |  |
| 9.  | «Shapes of Thing»             | 4:13     |  |
| 10. | «Wishing Well»                | 4:06     |  |
| 11. | «Don't Take Me for a Loser»   | 4:16     |  |
| 12. | «Hold on to Love»             | 4:27     |  |
| 13. | «Blood of Emeralds»           | 8:20     |  |
| 14. | «Take a Little Time»          | 4:06     |  |
| 15. | «Like Angels»                 | 7:31     |  |
| 16. | «One Good Reason»             | 3:04     |  |
| 17. | «Johnny Boy»                  | 3:14     |  |

### Disco dos
| N.º | Título                          | Duración |  |
| 1.  | «Still Got the Blues (For You)» | 6:12     |  |
| 2.  | «Cold Day in Hell»              | 4:26     |  |
| 3.  | «Oh Pretty Woman»               | 4:25     |  |
| 4.  | «Story of the Blues»            | 6:42     |  |
| 5.  | «Separate Ways»                 | 4:53     |  |
| 6.  | «Since I Met You Baby»          | 2:52     |  |
| 7.  | «I Loved Another Woman»         | 3:06     |  |
| 8.  | «Woke Up in the Morning»        | 3:50     |  |
| 9.  | «Further on Up the Road»        | 4:07     |  |
| 10. | «The Sky is Crying»             | 4:54     |  |
| 11. | «Left Me With the Blues»        | 3:04     |  |
| 12. | «Mean Cruel Woman»              | 2:46     |  |
| 13. | «The Blues is Alright»          | 5:45     |  |
| 14. | «If You Be My Baby»             | 6:40     |  |
| 15. | «Need Your Love So Bad»         | 7:53     |  |

### Disco tres
Todas las canciones grabadas en vivo.

| N.º | Título                | Duración |  |
| 1.  | «Murder in the Skies» | 5:34     |  |
| 2.  | «Military Man»        | 6:25     |  |
| 3.  | «White Knuckles»      | 3:50     |  |
| 4.  | «Empty Rooms»         | 8:25     |  |
| 5.  | «Out in the Fields»   | 5:28     |  |
| 6.  | «Back on the Streets» | 5:15     |  |
| 7.  | «Stop Messin' Around» | 4:06     |  |
| 8.  | «Cold Day in Hell»    | 5:31     |  |
| 9.  | «Midnight Blues»      | 6:56     |  |
| 10. | «King of the Blues»   | 6:15     |  |
| 11. | «Caldonia»            | 5:34     |  |
| 12. | «Cold Cold Felling»   | 7:18     |  |
| 13. | «Parisienne Walkways» | 5:49     |  |